# Micromeria
Micromeria Benth. è un genere di piccoli cespugli aromatici della famiglia delle Labiatae.

## Tassonomia
Comprende le seguenti specie:

## Usi
In ambito gastronomico è apprezzato il loro aroma delicato: le foglie sono usate per insaporire carni e verdure, fino alle gelatine di frutta.